# Старокабаново
Старокабаново, Старые Кабаны (баш. Иҫке Ҡабан) — упразднённое село в Краснокамском районе Башкирской АССР Российской Федерации. Ныне территория города Агидель в Республике Башкортостан. Входил на год упразднения в состав Новокабановского сельсовета.

## География
Расположено было на северо-западе республики, на побережье реки Белая (Агидель), примерно в 45 км от города Нефтекамска.

## Топоним
Раннее название Кабаново. Новое название появилось после создания в 1839 году башкирами деревни Кабаново Гарейской волости Бирского уезда Оренбургской губернии на собственных вотчинных землях новой деревни — Новокабаново.

## История
Расселено до 1985 года из-за строительства города-спутника будущей Башкирской АЭС — Агидель.
Официально исключёно село из учётных данных согласно Закону Республики Башкортостан от 20 июля 2005 года № 211-з «О внесении изменений в административно-территориальное устройство Республики Башкортостан в связи с образованием, объединением, упразднением и изменением статуса населённых пунктов, переносом административных центров».